# Meszlényi Anna
Meszlényi Anna, född 1813, död 1889, var en ungersk skådespelare.
Hon var engagerad vid Nationalteatern 1837-1860, där hon framgångsrikt spelade drottningroller. 